# قائمة أكثر ألعاب ميجا درايف مبيعا

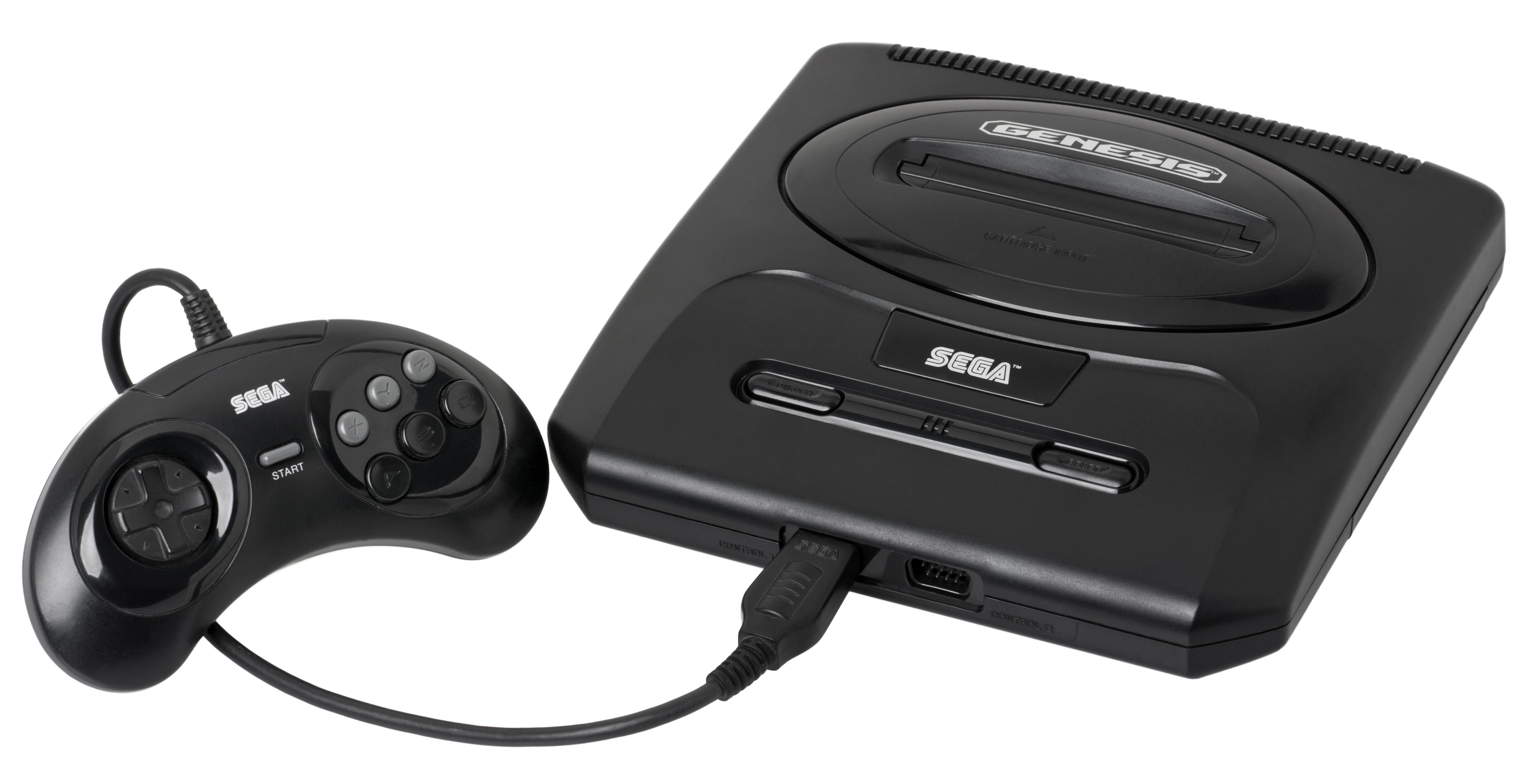
ميجا درايف مع جهاز التحكم الخاص به

ميجا درايف (بالإنجليزية: Mega Drive ؛ باليابانية: メガドライブ، ميگا درايبو) هو نظام ألعاب فيديو من الجيل الرابع (16- بت) أطلقته سيچا في اليابان في 29 أكتوبر 1988، ثم بيع أوروبا في 30 نوفمبر 1990، ثم في بقية أنحاء العالم. صدر الجهاز في الولايات المتحدة الأمريكية في 14 أغسطس 1989 باسم سيغا جينسيس (بالإنجليزية: Sega Genesis)، حينما لم تتمكن سيگا بإطلاق الجهاز هناك باسم ميگا درايف بسبب بعض الحقوق القانونية. كان منافساً لنظام نينتندو في ذلك الوقت وهو الـسوبر نينتندو. يعد الجهاز من أنجح أجهزة سيگا. وحدة المعالجة المركزية له تسمى موتورولا 68000 ذات الـ 16 بت. ألعابه أتت على شكل خرطوشات، وأيضاً على شكل أقراص مضغوطة (بالنسبة لـسيجا سي دي). تم بيع 39.70 مليون وحدة من ميگا درايف/جينيسيس حول العالم، وكانت لعبة القنفذ سونيك (Sonic the Hedgehog) الأكثر بيعاً. سبق الجهاز من سيگا ماستر سيستم، وتلاه سيگا ساترن.

## القائمة
| عنوان اللعبة                                 | عدد النسخ المباعة                    | تاريخ الاصدار   |
| -------------------------------------------- | ------------------------------------ | --------------- |
| القنفذ سونيك                                 | 15 مليون (مرفق مع أجهزة ميجا درايف)  | يونيو 23, 1991  |
| القنفذ سونيك 2                               | 7.55 مليون                           | نوفمبر 24, 1992 |
| علاء الدين                                   | 4 مليون                              | نوفمبر 11, 1993 |
| القنفذ سونيك 3 سونيك وناكلز                  | 4 مليون                              | فبراير 2, 1994  |
| مورتال كومبات                                | 3.25 مليون                           | سبتمبر 13, 1993 |
| ستريتس أوف ريج                               | 2.6 مليون[بحاجة لمصدر]               | أغسطس 2, 1991   |
| NBA Jam ‏                                     | 1.93 مليون                           | مارس 4, 1994    |
| مورتال كومبات 2                              | 1.78 مليون                           | سبتمبر 9, 1994  |
| Street Fighter II: Special Champion Edition ‏ | 1.665 مليون                          | سبتمبر 27, 1993 |
| الوحش المعدل                                 | 1.4 مليون (مرفق مع أجهزة ميجا درايف) | أغسطس 14, 1989  |
| مورتال كومبات 3                              | 1.02 مليون                           | أكتوبر 13, 1995 |
| جوراسيك بارك                                 | 1 مليون                              | أغسطس 10, 1993  |
| مس باك مان                                   | 1 مليون                              | يوليو 1991      |
| NFL '98 ‏                                     | 1 مليون                              | مايو 14, 1997   |
| NFL Football '94 ‏                            | 1 مليون                              | نوفمبر 1993     |
| سونيك ذا هيدجهوج سبين بول                    | 1 مليون                              | نوفمبر 23, 1993 |
| إكس مان                                      | 1 مليون                              | مارس 8, 1993    |
| Mighty Morphin Power Rangers ‏                | 1 مليون                              | نوفمبر 1994     |